# Jeyjān Rūd
Jeyjān Rūd (persiska: جيجيان رود, جيجِيانرود, Jījīān Rūd, جیجان رود) är en ort i Iran.   Den ligger i provinsen Hamadan, i den nordvästra delen av landet, 300 km sydväst om huvudstaden Teheran. Jeyjān Rūd ligger 1 669 meter över havet och antalet invånare är 274.
Terrängen runt Jeyjān Rūd är platt norrut, men söderut är den kuperad.Runt Jeyjān Rūd är det ganska tätbefolkat, med 104 invånare per kvadratkilometer. Närmaste större samhälle är Azandarīān, 18,3 km norr om Jeyjān Rūd. Trakten runt Jeyjān Rūd består i huvudsak av gräsmarker.